# Trzeszczka kopytowa
Trzeszczka kopytowa – element nogi konia nazywany także od jego łacińskiej nazwy kością łódkowatą. U wierzchowców trzeszczka kopytowa znajduje się głęboko pomiędzy piętkami pod ścięgnem zginacza głębokiego palców. Pomiędzy ścięgnem a trzeszczką, znajduje się tzw. kaletka podścięgnowa, zwana też czasami torebką trzeszczki. Nieprawidłowe działanie trzeszczki u koni zwane jest syndromem trzeszczkowym.